# Porto do Mangue
Porto do Mangue es un municipio en el estado del Rio Grande del Norte (Brasil), localizado en la microrregión del Valle del Açu. De acuerdo con el IBGE (Instituto Brasilero de Geografía y Estadística), en el año 2003 su población era estimada en 4.416 habitantes. Área territorial de 319 km².